# Miguel de Fuenllana
Miguel de Fuenllana (ur. na początku XVI wieku w Navalcarnero, zm. po 1568) – hiszpański kompozytor i vihuelista.

## Życiorys
Od urodzenia był niewidomy. Pełnił służbę na dworze markizy de Tarifa, królowej Izabeli oraz króla Filipa II i jego trzeciej żony, Elżbiety. Był autorem Libro de música para vihuela, intitulado Orphenica Lyra (wyd. Sewilla 1554), jednego z najważniejszych XVI-wiecznych hiszpańskich druków muzycznych. W dziele tym zawarte są intabulacje na vihuelę popularnych wówczas utworów wokalnych kompozytorów hiszpańskich oraz flamandzkich. Poprzedzone jest ono także przedmową, omawiającą techniczne zagadnienia praktyki wykonawczej.